# Josep Guitart i Santasusana
Mossèn Josep Guitart i Santasusana (Manresa, 1864 - 1935) va ser un sacerdot, historiador, geòleg i científic, estudiós i divulgador.

## Biografia
Cursà estudis primaris al col·legi Sant Ignasi. Obtingué el grau de Batxillerat a Reus el 1881 i aquest mateix any ingressà al Seminari de Vic. Cantà la seva primera missa el 1888. De retorn a Manresa fou vicari de la Parròquia del Carme i el 1925 fou nomenat canonge de la Seu.
Formà part, amb Antoni Esteve i Oleguer Miró, de la fundació del Centre Excursionista de la Comarca de Bages. En el si d'aquesta institució feu estudis científics de topografia, botànica, geologia i història. En el Primer Congrés Excursionista Català, celebrat a Lleida l'any 1911, presentà un acurat estudi titulat Bases per a la delimitació de les Comarques Catalanes.
La seva obra més extensa és la Biografia del Reverend Fra Francesc Guitart i Riera, caputxí exclaustrat (1911).